# Te daré lo mejor
Te daré lo mejor fue grabado en vivo en la ciudad de Tijuana, Baja California, México el 3 de abril de 2003 en el salón "Mezzanine", es el quinto disco de alabanza y adoración de Jesús Adrián Romero. El álbum fue grabado en el congreso: "Pasión por Jesús", en la grabación hubo cerca de 3000 personas.
El DVD contiene material extra los cuales son
- Comentarios por Jesús Adrián y la banda
- Fotos y más

## Lista de canciones
El álbum consta de las siguientes canciones:
1. Alzad Oh Puertas
2. Te Daré Lo Mejor
3. Tú Nos Creaste
4. No A Nosotros
5. Quiero Entender
6. Con Brazo Fuerte
7. Celebraré Tu Amor
8. Te Vengo A Bendecir
9. De Tal Manera
10. Abre Los Cielos
11. Un Destello De Tu Gloria
12. Tú Estas Aquí
13. Tú Has Sido Fiel
14. Al Estar Ante Ti